# Малая Ванцина
Малая Ванцина также Ванцина Микэ (рум. Vanţina Mică) — село в Сорокском районе Молдавии. Наряду с сёлами Пырлица и Ванцина входит в состав коммуны Пырлица.

## История
Основание села принадлежит землевладельцу Феодосию Доментьевичу Андону (1841—1916). Братья из села Грушка, Каменецкого района, Феодосий Д., Симеон Д. (1840—1917) и Иван Васильевич Андоны выкупили землю у священника Платона Ивановича Сенчиневича за семь тысяч двадцать четыре рубля 57 коп и вошли в полное владение землёй 17 января 1905 года. Вскоре, хутор вырос и получил статус села. Еще до смерти основателя деревни, земли были поделены между пятью его сыновьями: Андреем, Емельяном, Саввой, Меркурием и Василием. Основная часть построек, в числе которых дома, кузницы, амбары, колодцы, принадлежит Емельяну Феодосьевичу Андону (1876—1944). В первых годах 20-го столетия, в деревне появился православный храм в честь святого великомученика Дмитрия Солунского. Церковь построил Андрей Ф. Андон на участке выделенным Емельяном Андоном (0,5 га). На территории церкви находится родовое кладбище.
Название Малая Ванцина не используется жителями самого села и прилегающих сёл, используется другое Грушка (рум. Hruşca), по происхождению местных жителей, которых сейчас в селе не осталось.

## География
Село расположено на высоте 192 метра над уровнем моря.

## Население
По данным переписи населения 2004 года, в селе Ванцина Микэ проживает 6 человек (1 мужчина, 5 женщин).
Этнический состав села:
| Национальность | Число жителей | Процентный состав |
| -------------- | ------------- | ----------------- |
| молдаване      | 6             | 100,0             |
| Всего          | 6             | 100 %             |